# O Apóstolo
O Apóstolo (2012) és una pel·lícula espanyola d'animació en stop-motion 3D, produïda parcialment amb micromecenatge, amb un total de 560 productors. Amb èxit internacional, s'ha presentat en festivals dels 5 continents,aconseguint diversos premis malgrat tenir molt pocs ingressos de taquilla. "O Apóstolo" va ser l'última pel·lícula protagonitzada per Paul Naschy.

## Sinopsi
Un convicte acabat d'escapolir de la presó intentarà recuperar un botí amagat anys enrere en una solitària i apartat llogaret gallec; però el que allí trobarà suposa una condemna encara major de la que va fugir. Sinistres ancians, estranyes desaparicions, esperits, un peculiar sacerdot i fins al mateix arxipreste de Santiago creuaran els seus camins en una història de terror, humor i fantasia.

## Repartiment
- Carlos Blanco: Ramón
- Paul Naschy: Arcipreste
- Jorge Sanz: Pablo
- Geraldine Chaplin: Dorinda
- Luis Tosar: Xavier
- Xosé Manuel Olveira "Pico": Don Cesáreo
- Celso Bugallo: Celso
- Manuel Manquiña: Atilano
- Isabel Blanco: Peregrina

## Premis
Va rebre el premi del públic al Festival de Cinema d'Animació d'Annecy i a Fantasporto, entre d'altres.
Premis Mestre Mateo
| Any        | Categoria                    | Receptor                                       | Resultat    |
| ---------- | ---------------------------- | ---------------------------------------------- | ----------- |
| 11a edició | Millor pel·lícula            | Rosalía Mera i Artefacto Producciones          | Guanyador   |
| 11a edició | Millor director              | Fernando Cortizo                               | Guanyador   |
| 11a edició | Millor guió                  | Fernando Cortizo                               | Nominat     |
| 11a edició | Millor direcció de producció | Marta García                                   | Guanyadora  |
| 11a edició | Millor direcció artística    | María Hernanz                                  | Guanyadora  |
| 11a edició | Millor muntatge              | Fernando Alfonsín                              | Nominat     |
| 11a edició | Millor música original       | Xavier Font, Arturo Vaquero i Philip Glass     | Guanyadores |
| 11a edició | Millor so                    | David Machado, Diego S. Staub i Miguel Barbosa | Guanyadores |
| 11a edició | Millor fotografia            | David Nardi                                    | Nominat     |
| 11a edició | Millor disseny de vestuari   | Valentin Duranthon                             | Nominat     |

Premis Goya
| Any  | Categoria                    | Resultat |
| ---- | ---------------------------- | -------- |
| 2012 | Millor pel·lícula d'animació | Nominada |